# Proletarischer Zeitgeist
Proletarian Zeitgeist был журналом, связанным с Всеобщей профсоюзной организацией рабочих (AAUE) с антиавторитарной и частично анархистской ориентацией. Появился с 1922 по 1933 год.

## История
Органом печати Всеобщего союза рабочих был журнал Weltkampf около 1920 года, который был совместно признан юнионистами. Согласно руководящим принципам AAUE от 1921 года, конечной целью AAU было «неуправляемое общество». Путь к этой цели лежал через «диктатуру пролетариата как класса». В середине 1920-х годов внутри ААЕ обострились идеологические конфликты, что привело к расколу на несколько групп, каждая из которых сохранила название ААЕ. Среди прочего были:
− Направление Цвикау с журналом «Weltkampf», который агитирует за участие в выборах в рабочие советы и принимает анархо-синдикалистские идеи. В 1923 году он присоединился к Союзу свободных рабочих Германии (FAUD).
— Франкфуртско-бреслауское направление, это представляло совет коммунистических идей под влиянием Альфреда Адлера.
− 2-е направление Цвикау вокруг журналов «Von Unten Auf» (Гамбург) и «Proletarischer Zeitgeist» (Цвиккау). Эти публикации были открыты для анархистских позиций.

## Значение
«Пролетарский дух времени» был, согласно подзаголовку, «Органом Всеобщего рабочего союза Объединённого организационного округа Западной Саксонии» (№ 2, 2-й год) и до № 36 «Органом AAUE по экономическим округам». Западной Саксонии и Центральной Германии". Начиная с номера 39, подзаголовок был «Газета, написанная рабочими для рабочих».
PZ был опубликован издательством AAUE, а редакторами были Эрнст Хюблер, Вильгельм Елинек и Рудольф Ленерт. Первый выпуск вышел в ноябре 1922 г., а последний, номер 10, — в июле 1933 г., нелегально в литографированном виде.
Большинство юнионистов из «Цвиккауского кружка» были исключены из AAUE из-за их участия в рабочих советах горнодобывающих и железнодорожных мастерских. Члены, оставшиеся в Союзе АА, решили издавать новый журнал, так как исключенные юнионисты считали «Weltkampf» своим органом печати. В 1924 г. «Цвиккауское направление» было исключено из AAUE и PZ. Журнал отделился от советской линии AAUE и стал оппозиционным изданием, открытым для небольших профсоюзных, советских и анархистских групп. AAUE также было указано как имя издателя. Для «групп PZ», действующих по всей Германии (также движение PZ называется) был издан бюллетень под названием «Информация движения PZ». В 1930 г. «первое собрание рейховского движения PZ состоялось в Пирне, за ним последовало другое в Аммендорфе близ Галле в 1931 г., а следующее уже было запланировано на Пасху 1933 г., но этому помешал захват власти нацистами».
В «PZ» публиковались статьи «всех, кто считал себя антиавторитарными» (Кнут Бергбауэр). В 1932 году эволюция журнала от антипарламентского, с марксистским уклоном в коммунизм рабочих советов, до «сообщества анархистских идей» (Кнут Бергбауэр) привела к мысли, что «группы PZ» могут сотрудничать с Анархистской Федерацией (от нем. Anarchistischen Föderation, сокращ. AF), но этого не произошло. Только после Второй мировой войны, в 1945 году, произошло слияние бывших членов AF в советской оккупационной зоне (СОЗ) с информационным центром в Цвиккау и «Цвиккауэрским круглым письмом», движущей силой которого был анархо-синдикалист Вильгельм Елинек. Также активным участником «PZ» был анархо-синдикалист Вилли Хуппертц. Ещё в декабре 1978 года Отто Реймерс выпустил «Zeitgeist-Sonderheft» в книжном формате с вкладами, в том числе Огюстина Суши, Эрнста Фридриха и Ульриха Линса с явно анархистскими тенденциями.
По их собственным заявлениям, несколько изданий PZ были конфискованы. До 1933 года статьи выходили без указания авторов. Отто Реймерс организовал распространение журнала. Первоначально «PZ» выходил еженедельно, а затем ежемесячно со статьями по международным вопросам, информацией от компаний, встречами и рецензиями на книги. В 1932 г. тираж составил 2400 экземпляров, а в 1933 г. — 1850 экземпляров. В качестве преемника «PZ» с 1933 по 1945 год выходил журнал «Mahnruf» (также известный как «Mahnbrief»), нелегально издававшийся О. Реймерсом. 12-страничное издание предназначалось для бывших товарищей из AAUE, склонявшихся к анархизму.

## Архив
Архивировано в Международном Институте Социальной Истории:
- Proletarische Zeitgeis.
- Документ Отто Реймера.

#### Книга
- Гюнтер Барч, Анархизм в Германии. 1945—1965 гг. Том 1, стр. 32. Fackelträcker-Verlag, Ганновер, 1972. ISBN 3-7716-1331-0

#### Журналы
- Кнут Бергбауэр, Die Zeitschrift Proletarischer Zeitgeist, В: Espero № 9, февраль 1997 г., страницы с 12 по 15. (онлайн)

## Веб-ссылки
- Proletarischer Zeitgeist (Цвиккау, AAU-E.) 1922—1933 в архивах Антони Паннекук